# إدوارد سيمونز
إدوارد سيمونز (بالإنجليزية: Edward Simmons)‏ هو رسام أمريكي، ولد في 27 أكتوبر 1852 في كونكورد في الولايات المتحدة، وتوفي في 17 نوفمبر 1931 في بالتيمور في الولايات المتحدة.